# 曹远镇
曹远镇是中国福建省三明市永安市下辖的一个镇。

## 行政区划
曹远镇共辖1个居委会、22个行政村，分别是：

岩城社区、埔头村、上墩村、下墩村、富溪源村、前坪村、鸬鹚村、丰海村、下早村、蔡地村、汶一村、汶四村、青水池村、霞鹤村、张坊村、陈坑村、上曹村、东风村、大源村、吴家坊村、樟林村、水尾村和坑边村。